# Prälat des Malteserordens

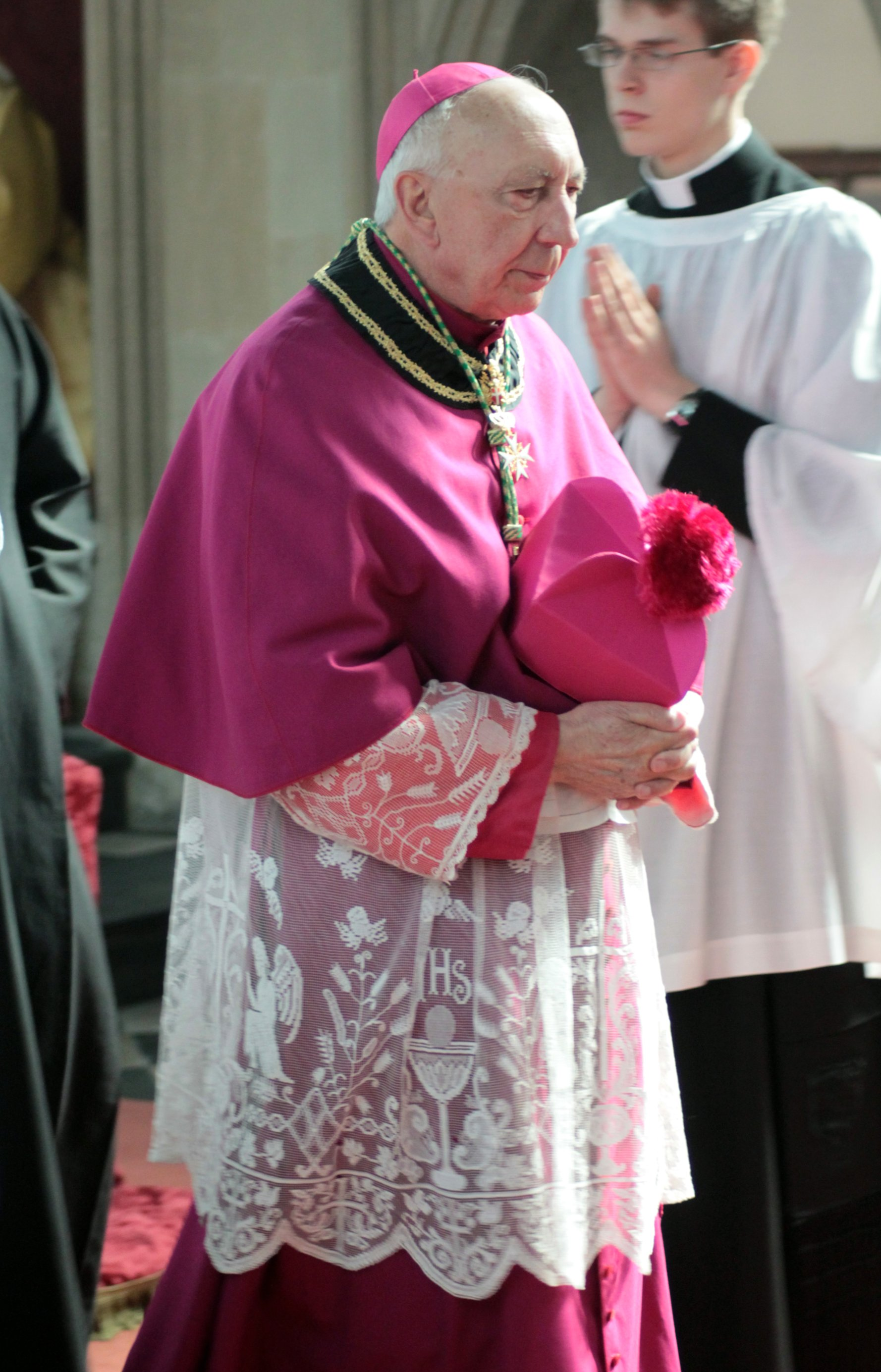
Erzbischof Angelo Acerbi war von 2001 bis 2015 der Prälat des Ordens

Der Prälat des Malteserordens ist kirchlicher Oberer der Kleriker des Malteserordens hinsichtlich ihrer priesterlichen Funktion.

## Aufgaben
Als kirchlicher Oberer des Ordensklerus wacht der Prälat nach Artikel 22 der Verfassung des Malteserordens über die Entfaltung des geistlichen und priesterlichen Lebens und Apostolats der Ordenskapläne in Disziplin und Geist des Ordens.
Der Prälat unterstützt den Großmeister und den Großkomtur in ihrer Sorge für das geistliche Leben und die religiöse Observanz der Ordensmitglieder und für die geistlichen Belange der Ordenswerke; sowie den Kardinalpatron bei der Wahrnehmung seiner Aufgaben für den Orden.
Der Ordensprälat gehört dem Großen Staatsrat an, nimmt an den Sitzungen des Regierungsbeirates teil, indem Fragen seines Kompetenzbereiches behandelt werden und hat jedem ordentlichen Generalkapitel einen Bericht zur geistlichen Lage des Ordens vorzulegen.
Der Prälat wird vom Heiligen Vater aus einem Dreiervorschlag ernannt, der ihm nach Beschluss des Souveränen Rates vom Großmeister vorgelegt wird. Findet keiner der Vorgeschlagenen die Zustimmung des Papstes, müssen weitere Kandidaten vorgeschlagen werden.

## Prälaten
- 1993–2001 Donato De Bonis
- 2001–2015 Angelo Acerbi
- 2015–2023 Jean Laffitte
- seit 2023 Luis Manuel Cuña Ramos